# 曹恂
曹恂（3世纪—318年），中国十六国汉赵大臣，刘聪时中书令。
曹恂早年与刘曜同游洛阳，刘曜犯法当被诛杀，与曹恂亡命逃往朝鲜县，在艰困之际，曹恂事奉刘曜忠纯甚谨。刘聪时为中书令。麟嘉三年（318年）刘聪荒淫好色，乱立皇后。立宦官、侍中王沈的养女为左皇后，曹恂与尚书令王鉴、中书监崔懿之等竭力劝谏“臣听说帝王立后，效法乾坤相配，活着承嗣宗庙，死后配祀后土，定要选择世德名门、幽闲令淑之女，才能相称于四海百姓的期望，也使神灵满意。汉成帝立赵飞燕为皇后，导致子嗣灭绝，社稷毁为废墟，这是前代教训。自麟嘉年间，我朝中宫皇后之位，不以道德遴选。就算是王沈的妹妹或女儿，也不过阉宦小丑，且不可沾污后妃之位，何况是王沈的婢女！六宫妃嫔，都是王公贵族的子孙，怎能让婢女做她们的主人！臣怕这并非国家之福。”刘聪大怒，将他们处死。刘曜称帝后，追赠曹恂为大司空、南郡公。